# 謝省躬
謝省躬（英語：Robert Russell Sprinkle，1906年9月12日—2003年12月17日），美國玛利诺外方传教会神父，長年於臺灣南投縣鹿谷鄉傳教、改善當地經濟、以攝影紀錄在地歷史。

## 生平
謝省躬為德國裔美國人，二十歲時加入瑪利諾會並於九年後晉鐸。早先他前往中國北方傳教，後因戰局，轉至廣西桂林、梧州和南寧等地，二戰時於飛虎隊服務，後遭中國共產黨監禁五年，經由國際組織幫忙，從香港轉至臺灣。
1952年，謝省躬先到彰化縣田中鎮任副本堂神父，旋即1953年至南投縣竹山鎮天主堂當神父。翌年他到鹿谷鄉車輄寮傳教。地方耆老指出，那時，謝神父騎著哈雷機車、身背照相機的身影，留給地方居民異常深刻的印象。村民回憶該神父生活很節儉，不算廣大的房間，堆得滿滿的書籍和相簿，無現代化的電氣製品，喜歡抽菸和喝咖啡。
當時鹿谷鄉的凍頂烏龍茶茶業還未興盛，鄉民日常生活普遍都過得困苦、籌不出子女學費、患了病也得不到適當治療。謝省躬到各村莊探訪鄉民時，經常看見鄉民辛苦地從山上把農林產品靠雙肩挑運，因而向外國福利機構申請食物代金補助，在和雅、秀峰、瑞田等村關建產業道路，解決了鄉民運輸農林產物的困境，也改善從廣興村通往鳳凰地區的二禿仔路道路，促成了員林客運的二禿仔路行駛客運班車。當公車滿載著鄉民們穿過廣興村駛到鳳凰谷的山區道路，民眾競相燃放鞭炮慶祝歡呼。
1965年，耶穌會選派杜華、汪德明、牟文熙、吳秋霖一同至泰國曼谷學習成立儲蓄互助社，此後臺灣陸續建立互助社。次年1月9日，謝省躬成立鹿谷儲蓄互助社，成立之初社員全為教友，只有93人，股金僅49364元5角，1969年起才接受非教友之社員。初期從一週5元開始儲蓄，當時鹿谷茶業在吳振鐸與政府輔助下也邁向興盛，鹿谷也帶動南投成立儲互社風潮。
過去鹿谷沒有自來水設施，鄉民都飲用井水或山澗流水，到了乾旱季節，鄉民常苦於沒水可用。謝省躬不但開放教會的水井供給鄉民使用，也曾經在廣興等地重點開挖深井、施設簡易供水系統、幫助解決鄉民用水困難。他不僅在廣興天主教堂廣場闢建小型棒球場、買球具、親自擔任教練訓練學生，同時也把打棒球的風氣推廣到鄉內各學校、組織學生棒球隊，供應器材，連學生參加各種比賽也支援費用，還聘請教練到各校輪流指導，為鹿谷鄉學生棒球運動奠定基礎。為改善當地貧困孩童健康，1971年間，他向國外的福利機構申請供應奶粉和奶油、麥片、麵粉等營養食品，自掏腰包買維他命和魚肝油等供給零歲到六歲的兒童食用。1977年，他花費經費將幾近廢棄的廣興公墓辦理遷葬、把舊墓地整建成平坦的建地，現今鹿谷鄉立圖書館就是建築在此。
地方耆老陳寅園回想謝神父非常喜歡攝影，並在教堂設置暗房，外出時總不忘背著當時鄉民罕見的照相機，遇上孩童、知名人士、文物、產業、婚慶、交通、風景等都會特別拍照留念，許多教友和村民看到神父在居住處牆壁上貼滿著一張張照片。有關鹿谷的開發史誌中的相片，都有他的作品。1985年，行政院文化建設委員會著手收集臺灣的老照片，由吳嘉寶擔任攝影史料整理小組召集人，其成員劉還月至鹿谷天主堂拜訪謝省躬，並整理謝神父的作品。廣興社區發展協會理事長錢聰卿指出，謝神父的照片清查整理後，至少4千9百多張以上。其1953年至1991年的攝影照片集結成攝影書《老照片新生命－謝省躬神父老照片輯》。
1993年9月6日，謝省躬日因身體不適，天主教會決定送回其俄亥俄州故鄉療養，臨行前鄉內一百多名鄉民特地組團搭專車到台中市天主教會探望，後來美國醫生診斷只是營養不良而已，次年3月間返回臺灣。1994年4月22日，鹿谷鄉公所建鄉九十週年慶祝活動籌備會，通過成立謝省躬文教基金會。2000年，他再因身體健康因素而返回美國。
2003年12月17日，謝省躬在美國過世時，陪在一旁的天主教友聽到彌留的神父口中唸唸有詞，用的語文不是他的母語，而是用臺語不斷唸著：「鹿谷，好嗎？鹿谷，好嗎？」

## 身後

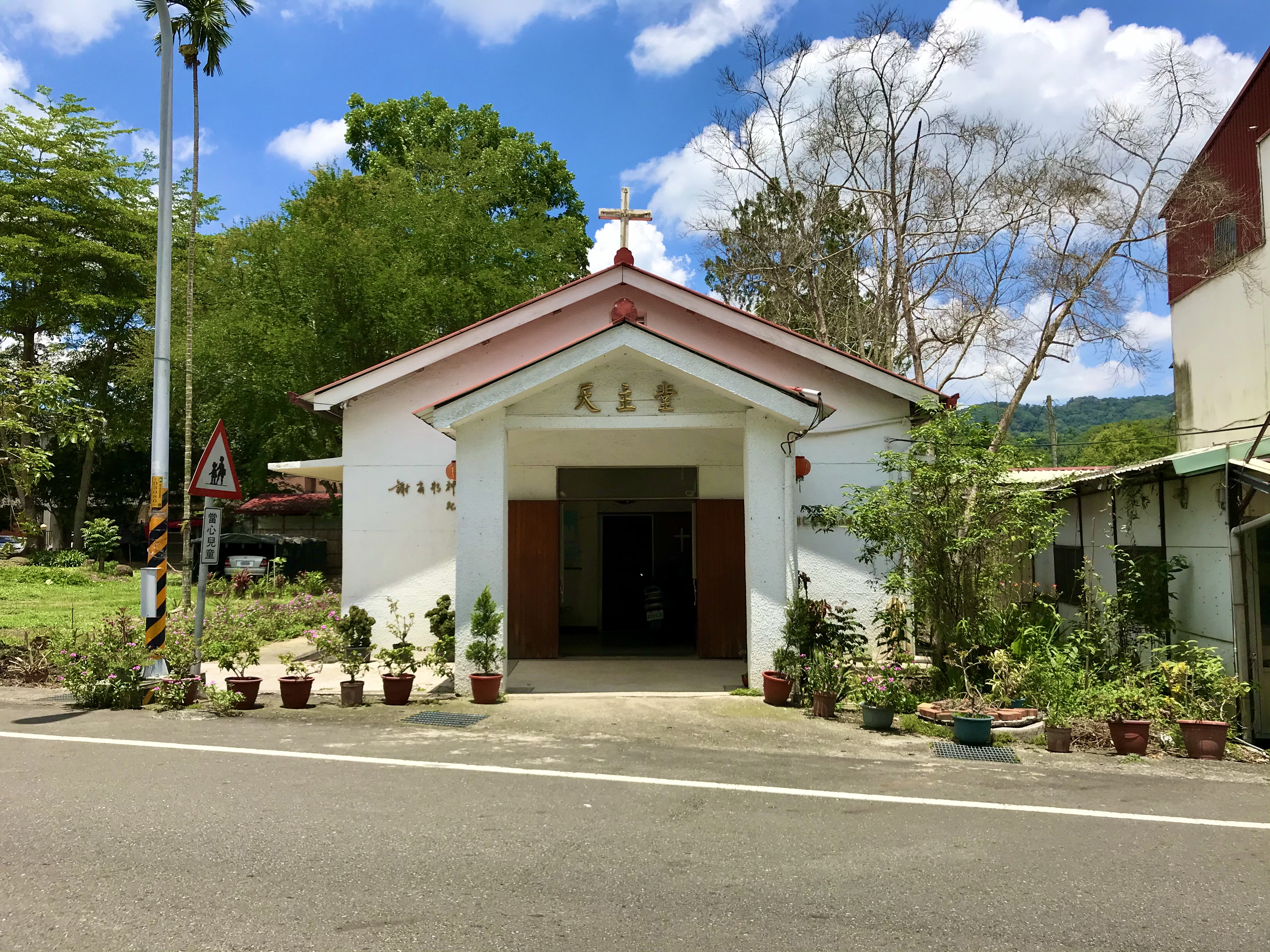
秀峰天主堂兼謝省躬神父紀念館

2004年1月17日，中區主教王愈榮於鹿谷廣興村天主堂主持追思會，展出神父拍攝的鹿谷老照片。2007年8月24日到30日，謝省躬文教協會、社區發展協會、鹿谷鄉公所、茶鄉文化協會等單位在鄉圖書館舉辦謝省躬神父老照片展。
2012年2月18日早，蘇耀文主教在秀峰村天主堂主持謝省躬神父銅像揭幕，鹿谷鄉長黃東灝、前鄉長邱正義、秀峰村長林茂延、前瑞峰國中校長張瑞祥等人參與。該年4月26日到7月31日，台灣文獻館舉行名為「謝省躬神父鏡頭下的早期台灣社會」的攝影展，當年拍攝的幼童皆已白髮蒼蒼。